# کوزوییدکی
کوزوییدکی (به چکی: Kozojídky) یک منطقهٔ مسکونی در جمهوری چک است که در ناحیه هودونین واقع شده‌است. کوزوییدکی ۲٫۸۷ کیلومتر مربع مساحت و ۵۱۱ نفر جمعیت دارد و ۱۹۲ متر بالاتر از سطح دریا واقع شده‌است.